# Gaspar de Meneses
Gaspar de Meneses (m. Lima, 1573), fue un médico español que ocupó altos cargos profesionales y académicos en el Virreinato del Perú. Segundo rector laico de la Universidad de San Marcos.

## Biografía
Recibido como médico en España, marchó a Indias y se estableció en Panamá, donde debido a su lealtad a la Corona sufrió las consecuencias del levantamiento del rebelde Hernando Contreras, siendo su casa saqueada. Junto a Martín Ruiz de Marchena, tesorero de la Real Hacienda, organizó una milicia que salió en persecución de los insurrectos y los derrotó.
Se trasladó al Perú y se estableció en Lima, donde reconocido como vecino por el Cabildo se le adjudicaron dos solares para que construya su residencia (1551). Siendo sus servicios requeridos por la Orden de Santo Domingo, así como en los hospitales de españoles y naturales, recibió el encargo del Cabildo de Lima de formular el arancel de boticas de la ciudad. Durante la rebelión de Francisco Hernández Girón, se unió a las tropas del general Pablo de Meneses (posible pariente suyo) y llevó el estandarte real hasta Pachacámac.
Incorporado a la docencia, como Maestro de Artes, en la Universidad que aún funcionaba en el convento dominico (1555), decidió retirarse de sus funciones en el hospital debido al retraso en los pagos alegando motivos de salud (1556). Junto a los doctores Francisco Franco y Antonio Sánchez Renedo, propició la agrupación de los graduados en universidades hispanas residentes en Lima para desvincular a la Universidad de Lima de la tutela dominica (1570), participando en la redacción de las constituciones que le dieron carácter laico, por especial encargo del virrey Francisco de Toledo (1571). Al año siguiente, fue elegido rector por el claustro pero falleció en el jercicio de sus funciones.
| Predecesor: Pedro Fernández de Valenzuela | Rector de la Universidad de San Marcos 1572 - 1573 | Sucesor: Antonio Sánchez Renedo |